# Reno (Fluss)
Der Reno ist ein Fluss in der Emilia-Romagna und der Toskana, Italien.

## Geschichte
Mit einem 124 km langen Netz von Deichen wurde das Wassergebiet des Renos modifiziert, vom rechten Nebenfluss des Po zum unabhängigen Wassergebiet, und sein Wasser wurde in künstliche Gräben wie den Scolmatore di Reno (Cavo Napoleonico), den Canale Navile (noch in Betrieb) und den Canale Savena abgeleitet. Reno ist ebenfalls der italienische Name des Rheins und genau wie dieser hieß der Reno in der Antike Rhenus.

## Verlauf
Er entspringt im toskanisch-emilianischen Apennin und mündet nach 211 km in die Adria. Es ist der zehntlängste Fluss Italiens. Der Fluss wird mit dem Namen Reno in der Provinz Pistoia in einer Höhe von 745 Höhenmetern bezeichnet, wo die zwei Wasserläufe des Reno di Prunetta (Quelle in einer Höhe von 1020 Höhenmetern) und des Reno di Campolungo zusammenfließen. Sein Einzugsgebiet hat eine Oberfläche von 5.040 km² und sein Unterlauf ist auf einer Länge von 30 km schiffbar. Es ist der längste Wasserlauf der Region Emilia-Romagna und der längste unter denen, die nicht in den Po münden. Mit einer schwankenden Wassermenge im ersten Teil des Flusslaufes passiert der Reno die Stadt Bologna und mündet in die Adria kurz südlich der Valli di Comacchio.

## Nebenflüsse
Entlang seines Laufs münden viele Flüsse in den Reno (unter ihnen der Setta und sein Nebenfluss Brasimone, die Bäche Limentra di Treppio,  Silla, Vergatello, Limentra di Sambuca, Samoggia, Idice, Sillaro, Santerno und Senio).